# Nasir Khamees
Nasir Khamees Mubarak (arabe : ناصر خميس مبارك) (né le 2 août 1965 dans les États de la Trêve, aujourd'hui aux Émirats arabes unis) est un joueur de football international émirati, qui évoluait au poste de milieu de terrain.
Son frère, Fahad, était également footballeur.

## Biographie

### Carrière en sélection
Avec l'équipe des Émirats arabes unis, il figure dans le groupe des sélectionnés lors de la Coupe du monde de 1990. Lors du mondial, il joue trois matchs : contre la Colombie, l'Allemagne et la Yougoslavie.
Il dispute également la Coupe des confédérations de 1997 (sans jouer).
Il joue enfin 13 matchs comptant pour les qualifications des coupes du monde 1990 et 1994.